# 日波益西仁波切
日波益西·仁波切（1985年-），藏族，藏传佛教宁玛派金刚乘上师，出生于四川省西北的石渠县阿日扎乡，现居四川省色达县。

## 事迹
据当时的人所叙述，当时地上涌现出美丽的花朵，天上也有彩虹萦绕。仁波切刚出世便双手合十，口念三声文殊心咒。很多活佛认为他也是活佛转世。
2002年11月，仁波切在成都与竹扎龙称法王见面，龙称法王为仁波切写下了认定书，认为他是文殊菩萨的化身。

## 传法上师
仁波切的主要传法上师：
仁波切的根本上师是晋美彭措法王、朵丹上师、龙多活佛、丹增嘉措活佛、夏智秋阳让珠仁波切、咯尔活佛、塞活佛、姬汪活佛、单增洛日活佛、香拉格庆活佛。 

## 相关链接
文殊慧剑